# Franz Obermayr
Franz Obermayr, né le 25 mai 1952 à Linz, est un homme politique autrichien, membre du Parti de la liberté d'Autriche (FPÖ).

## Biographie
Il est élu député européen en 2009 et réélu le 25 mai 2014. Il siège parmi les non-inscrits, comme de nombreux parlementaires d'extrême droite jusqu'en 2015, date à laquelle il intègre le groupe Europe des nations et des libertés (ENL).
Il est par ailleurs président de l'Alliance européenne pour la liberté.